# سراوالین
| سامانه   | ردیف     | اشکوب      | میلیون سال پیش |
| -------- | -------- | ---------- | -------------- |
| کواترنری | پلیستوسن | گالئاسین   | → پس از آن     |
| نئوژن    | پلیوسن   | پیاچنزین   | ۲٫۵۸۸–۳٫۶۰۰    |
| نئوژن    | پلیوسن   | زانکلین    | ۳٫۶۰۰–۵٫۳۳۲    |
| نئوژن    | میوسن    | مسینین     | ۵٫۳۳۲–۷٫۲۴۶    |
| نئوژن    | میوسن    | تورتونین   | ۷٫۲۴۶–۱۱٫۶۰۸   |
| نئوژن    | میوسن    | سراوالین   | ۱۱٫۶۰۸–۱۳٫۶۵   |
| نئوژن    | میوسن    | لانگین     | ۱۳٫۶۵–۱۵٫۹۷    |
| نئوژن    | میوسن    | بوردیگالین | ۱۵٫۹۷–۲۰٫۴۳    |
| نئوژن    | میوسن    | آکوئیتانین | ۲۰٫۴۳–۲۳٫۰۳    |
| پالئوژن  | الیگوسن  | چاتین      | → پیش از آن    |

سراوالین (انگلیسی: Serravallian) در مقیاس زمانی زمین‌شناسی یک اشکوب یا عصر از ردیف یا دور میوسن میانی به‌شمار می‌رود. سراوالین بازه زمانی از ۱۳٫۶۵ تا ۱۱٫۶۰۸ میلیون سال پیش را در بر می‌گیرد. این عصر پس از اشکوب لانگین و پیش از تورتونین قرار دارد.